# Караджян, Арутюн Александрович
Арутюн Алекса́ндрович Караджян (1928, Трабзон — 20 августа 1990, Ереван) — советский футболист, нападающий.
Начинал играть в команде первенства Грузинской ССР ДО Тбилиси (1950—1951). Затем выступал в классе «Б» за «Динамо» Ереван (1952—1953), «Спартак Ереван» (1954—1956) и СКВО Тбилиси (1957).
Финалист Кубка СССР 1954 года.
Участник Спартакиады народов СССР 1956 года в составе сборной Армянской ССР.